# The Thing That Should Not Be
The Thing That Should Not Be è un brano musicale del gruppo musicale statunitense Metallica, terza traccia del terzo album in studio Master of Puppets, pubblicato il 3 marzo 1986.

## Descrizione
Come nel caso di The Call of Ktulu, il testo, composto da James Hetfield, Lars Ulrich e da Kirk Hammett, era ispirato alle storie di Howard Phillips Lovecraft, in particolare alla novella "The shadow over Innsmouth" (letteralmente "L'ombra su Innsmouth") pubblicata in Italia come "La maschera di Innsmouth", sulla quale è principalmente basato il testo di questo brano. D'altra parte, il brano prende molto spunto anche dai miti di Cthulhu.
The Thing That Should Not Be rimane in tema con il resto dell'album, essendo, la persona della quale viene narrata la storia, diventata "la cosa che non dovrebbe esistere" (traduzione del titolo del brano).

## Cover
Le cover di questa canzone sono numerose e fatte da:
- The Sins of Thy Beloved, per l'album Perpetual Desolation
- Mendeed, per l'album tributo Kerrang presents Remastered - Metallica's Master of Puppets Revisited
- Primus per l'album Rhinoplasty
- Beatallica, che mixarono il brano con Let It Be dei The Beatles e rinominata The Thing That Should Not Let It Be
- Diesel Machine, per l'album Torture Test
- John Garcia, Kurdt Vanderhoof, Jeff Pilson, e Jason Bonham per Metallic Assault: A Tribute to Metallica
- Adema, che misero questa cover come traccia nascosta del loro terzo album Planets

## Formazione
- James Hetfield – voce, chitarra ritmica
- Kirk Hammett – chitarra solista
- Cliff Burton – basso
- Lars Ulrich – batteria, percussioni